# Rivalité Agassi-Sampras
|                              |  |  |
| Andre Agassi et Pete Sampras |  |  |

Andre Agassi et Pete Sampras sont des joueurs américains de tennis professionnels des années 1990. Ces deux joueurs ont été classés no 1 mondiaux, Sampras occupant cette place durant 286 semaines et Agassi durant 101 semaines. Ces deux joueurs, aux styles de jeu différents, Sampras étant le meilleur serveur de sa génération et Agassi le meilleur retourneur, se sont affrontés à 34 reprises sur le circuit ATP de 1989 à 2002.

## Bilan des confrontations
Sur 34 duels, Sampras remporte 20 matchs contre 14 à son compatriote. Dans leurs confrontations sur surface dure, Sampras mène 11-9 mais sur terre battue c'est Agassi qui mène 3-2. Sur synthétique, Sampras mène 5-2 tandis que sur gazon il mène 2-0.
|  | Andre Agassi | 14 – 20 | Pete Sampras |  |

## En Grand Chelem

### Sampras-Agassi (6–3), (4–1 en finales)
Les 4 tournois majeurs du circuit ont tous vu au moins une fois Sampras et Agassi s'affronter. Ces rencontres en Grand Chelem tournent à l'avantage de Sampras sur les surfaces les plus rapides (4 succès à l'US Open et 2 à Wimbledon) et à l'avantage d'Agassi sur les surfaces plus lentes (1 victoire à Roland Garros et 2 à l'Open d'Australie), ils se sont affrontés à 5 reprises en finale, le score étant de 4 victoires à 1 pour Sampras.
Leur première finale remonte à l'US Open 1990. Agassi est le favori, étant classé no 4 mondial alors que Sampras n'est que 12e. Sampras se défait d'Ivan Lendl no 3 mondial en quart et Agassi de Boris Becker no 2 mondial en demi. Cette finale est remportée en 3 sets par Sampras sur le score de 6-4, 6-3, 6-2.
Les deux joueurs s'affrontent de nouveau en finale d'un Grand Chelem lors de l'Open d'Australie 1995. Sans doute affecté par l'attaque cérébrale de son entraîneur Tim Gullikson en début de tournoi, Sampras peine à atteindre la finale en jouant des matchs longs alors qu'Agassi est au mieux de son jeu et atteint la finale sans perdre un set. Agassi gagne en 4 sets.
La même année, ils se retrouvent en finale de l'US Open. Agassi est favori en raison d'une série de vingt-six victoires consécutives aux États-Unis et sa victoire 1 mois plus tôt contre Sampras au Masters du Canada. Cependant, Agassi se réveille le matin de la finale avec du cartilage déchiré entre les côtes, surement contracté sur la balle de match remportée face à Boris Becker en demi-finale, il perd la finale contre Sampras 6-4, 6-3, 4-6, 7-5. Blessé il ne joue que 3 matchs en Coupe Davis et au Masters d'Essen et stoppe sa saison. Il mettra trois ans à se remettre réellement de cette défaite.
En 2001, les deux joueurs se retrouvent en quart-de-finale de l'US Open. Ce match, considéré comme le meilleur de leurs 34 confrontations, est remporté par Sampras en 4 sets, tous achevés au tie-break. Les deux joueurs ont conservé leur mise en jeu tout au long du match, Sampras a manqué 6 balles de breaks et Agassi 3.
La finale de l'US Open 2002 est la dernière confrontation entre les deux joueurs. Sampras s'impose en 4 sets remportant alors son 14e majeur, ce qui est le record à l'époque. Ce match est également le dernier joué par Sampras en professionnel.

### Bilan
À la fin de sa carrière, Sampras totalise 14 victoires en Grand Chelem, dépassant ainsi les 12 victoires de Roy Emerson remportées dans les années 1960. Il a cependant échoué à Roland-Garros. Agassi a remporté 8 tournois du Grand Chelem dans sa carrière, mais a au moins remporté une fois les quatre tournois.

## Liste des rencontres[6]
| N° | Vainqueur          | Vaincu             | Drap. | Lieu        | Tournoi                           | Date           | Tour   | Score                                               | Surface      | Durée  | Agassi / Sampras |
| 34 | Pete Sampras no 17 | Andre Agassi no 6  |       | États-Unis  | G. C. US Open                     | septembre 2002 | Finale | 4 sets : 6-3, 6-4, 5-7, 6-4                         | Dur          | 2 h 52 | 14 / 20          |
| 33 | Pete Sampras no 14 | Andre Agassi no 10 |       | États-Unis  | Tournoi de Houston (ATP)          | avril 2002     | Demi   | 2 sets : 6-1, 7-5                                   | Terre battue | 1 h 20 | 14 / 19          |
| 32 | Pete Sampras no 10 | Andre Agassi no 2  |       | États-Unis  | G. C. US Open                     | septembre 2001 | Quart  | 4 sets : 6-7 (7-9), 7-6 (7-2), 7-6 (7-2), 7-6 (7-5) | Dur          | 3 h 32 | 14 / 18          |
| 31 | Andre Agassi no 3  | Pete Sampras no 12 |       | États-Unis  | Tournoi de Los Angeles            | juillet 2001   | Finale | 2 sets : 6-4, 6-2                                   | Dur          | 1 h 30 | 14 / 17          |
| 30 | Andre Agassi no 4  | Pete Sampras no 3  |       | États-Unis  | Masters d'Indian Wells            | mars 2001      | Finale | 3 sets : 7-6 (7-5), 7-5, 6-1                        | Dur          | 2 h 11 | 13 / 17          |
| 29 | Andre Agassi no 1  | Pete Sampras no 3  |       | Australie   | G. C. Open d'Australie            | janvier 2000   | Demi   | 5 sets : 6-4, 3-6, 6-7, 7-6 (7-5), 6-1              | Dur          | 2 h 55 | 12 / 17          |
| 28 | Pete Sampras no 5  | Andre Agassi no 1  |       | Allemagne   | Masters                           | novembre 1999  | Finale | 3 sets : 6-1, 7-5, 6-4                              | Dur          | 1 h 45 | 11 / 17          |
| 27 | Andre Agassi no 1  | Pete Sampras no 5  |       | Allemagne   | Masters                           | novembre 1999  | Poules | 2 sets : 6-2, 6-2                                   | Dur          | 0 h 59 | 11 / 16          |
| 26 | Pete Sampras no 1  | Andre Agassi no 3  |       | États-Unis  | Masters de Cincinnati             | août 1999      | Demi   | 2 sets : 7-6 (9-7), 6-4                             | Dur          | 1 h 22 | 10 / 16          |
| 25 | Pete Sampras no 2  | Andre Agassi no 3  |       | États-Unis  | Tournoi de Los Angeles            | juillet 1999   | Finale | 2 sets : 7-6 (7-3), 7-6 (7-1)                       | Dur          | 1 h 35 | 10 / 15          |
| 24 | Pete Sampras no 1  | Andre Agassi no 4  |       | Royaume-Uni | G. C. Wimbledon                   | juillet 1999   | Finale | 3 sets : 6-3, 6-4, 7-5                              | Gazon        | 1 h 55 | 10 / 14          |
| 23 | Andre Agassi no 11 | Pete Sampras no 1  |       | Canada      | Masters du Canada                 | août 1998      | Quart  | 3 sets : 6-7 (5-7), 6-1, 6-2                        | Dur          | 2 h 01 | 10 / 13          |
| 22 | Pete Sampras no 2  | Andre Agassi no 21 |       | Monaco      | Masters de Monte-Carlo            | avril 1998     | 1/16   | 2 sets : 6-4, 7-5                                   | Terre battue | 1 h 20 | 9 / 13           |
| 21 | Andre Agassi no 71 | Pete Sampras no 1  |       | États-Unis  | Open de San José                  | février 1998   | Finale | 2 sets : 6-2, 6-4                                   | Dur          | 1 h 09 | 9 / 12           |
| 20 | Pete Sampras no 1  | Andre Agassi no 7  |       | Allemagne   | Masters                           | novembre 1996  | Poules | 2 sets : 6-2, 6-1                                   | Synthétique  | 0 h 51 | 8 / 12           |
| 19 | Pete Sampras no 1  | Andre Agassi no 9  |       | Allemagne   | Masters de Stuttgart              | octobre 1996   | Quart  | 2 sets : 6-4, 6-1                                   | Synthétique  | 1 h 01 | 8 / 11           |
| 18 | Pete Sampras no 2  | Andre Agassi no 3  |       | États-Unis  | Open de San José                  | février 1996   | Finale | 2 sets : 6-2, 6-3                                   | Dur          | 1 h 07 | 8 / 10           |
| 17 | Pete Sampras no 1  | Andre Agassi no 2  |       | États-Unis  | G. C. US Open                     | août 1995      | Finale | 4 sets : 6-4, 6-3, 4-6, 7-5                         | Dur          | -      | 8 / 9            |
| 16 | Andre Agassi no 1  | Pete Sampras no 2  |       | Canada      | Masters du Canada                 | juillet 1995   | Finale | 3 sets : 3-6, 6-2, 6-3                              | Dur          | 1 h 53 | 8 / 8            |
| 15 | Andre Agassi no 2  | Pete Sampras no 1  |       | États-Unis  | Masters de Key Biscayne           | mars 1995      | Finale | 3 sets : 3-6, 6-2, 7-6 (7-3)                        | Dur          | 2 h 13 | 7 / 8            |
| 14 | Pete Sampras no 1  | Andre Agassi no 2  |       | États-Unis  | Masters d'Indian Wells            | mars 1995      | Finale | 3 sets : 7-5, 6-3, 7-5                              | Dur          | 2 h 13 | 6 / 8            |
| 13 | Andre Agassi no 2  | Pete Sampras no 1  |       | Australie   | G. C. Open d'Australie            | janvier 1995   | Finale | 4 sets : 4-6, 6-1, 7-6 (8-6), 6-4                   | Dur          | -      | 6 / 7            |
| 12 | Pete Sampras no 1  | Andre Agassi no 2  |       | Allemagne   | Masters                           | novembre 1994  | Demi   | 3 sets : 4-6, 7-6 (7-5), 6-3                        | Synthétique  | 2 h 50 | 5 / 7            |
| 11 | Andre Agassi no 7  | Pete Sampras no 1  |       | France      | Masters de Paris-Bercy            | octobre 1994   | Quart  | 2 sets : 7-6 (8-6), 7-5                             | Synthétique  | 2 h 01 | 5 / 6            |
| 10 | Pete Sampras no 1  | Andre Agassi no 19 |       | Japon       | Tournoi d'Osaka                   | mars 1994      | Demi   | 2 sets : 6-3, 6-1                                   | Dur          | 0 h 55 | 4 / 6            |
| 9  | Pete Sampras no 1  | Andre Agassi no 31 |       | États-Unis  | Masters de Key Biscayne           | mars 1994      | Finale | 3 sets : 5-7, 6-3, 6-3                              | Dur          | 2 h 15 | 4 / 5            |
| 8  | Pete Sampras no 1  | Andre Agassi no 13 |       | Royaume-Uni | G. C. Wimbledon                   | juillet 1993   | Quart  | 5 sets : 6-2, 6-2, 3-6, 3-6, 6-4                    | Gazon        | -      | 4 / 4            |
| 7  | Andre Agassi no 12 | Pete Sampras no 3  |       | France      | G. C. Roland Garros               | mai 1992       | Quart  | 3 sets : 7-6 (8-6), 6-2, 6-1                        | Terre battue | 2 h 00 | 4 / 3            |
| 6  | Andre Agassi no 4  | Pete Sampras no 5  |       | États-Unis  | Tournoi de tennis d'Atlanta       | avril 1992     | Finale | 2 sets : 7-5, 6-4                                   | Terre battue | 1 h 13 | 3 / 3            |
| 5  | Pete Sampras no 7  | Andre Agassi no 8  |       | Allemagne   | Masters                           | novembre 1991  | Poules | 3 sets : 6-3, 1-6, 6-3                              | Synthétique  | 1 h 37 | 2 / 3            |
| 4  | Andre Agassi no 4  | Pete Sampras no 5  |       | Allemagne   | Masters                           | novembre 1990  | Poules | 2 sets : 6-4, 6-2                                   | Synthétique  | -      | 2 / 2            |
| 3  | Pete Sampras no 12 | Andre Agassi no 4  |       | États-Unis  | G. C. US Open                     | septembre 1990 | Finale | 3 sets : 6-4, 6-3, 6-2                              | Dur          | -      | 1 / 2            |
| 2  | Pete Sampras no 32 | Andre Agassi no 6  |       | États-Unis  | Tournoi de tennis de Philadelphie | mars 1990      | 1/8    | 2 sets : 5-7, 7-5, ab.                              | Synthétique  | -      | 1 / 1            |
| 1  | Andre Agassi no 5  | Pete Sampras no 92 |       | Italie      | Tournoi de Rome                   | mai 1989       | 1/16   | 2 sets : 6-2, 6-1                                   | Terre battue | -      | 1 / 0            |

| Légende      |
| Grand Chelem |
| Masters 1000 |
| 500 Series   |
| 250 Series   |
| Grand Prix   |
| Masters      |

## Tableau comparatif
| Confrontation             | Pete Sampras | Andre Agassi | Total |
| ------------------------- | ------------ | ------------ | ----- |
| Au total                  | 20           | 14           | 34    |
| Sur dur                   | 11           | 9            | 20    |
| Sur terre battue          | 2            | 3            | 5     |
| Sur gazon                 | 2            | 0            | 2     |
| Sur synthétique           | 5            | 2            | 7     |
| En Grand Chelem           | 6            | 3            | 9     |
| Au Masters de tennis      | 4            | 2            | 6     |
| En finale de Grand Chelem | 4            | 1            | 5     |
| En finale de Masters      | 1            | 0            | 1     |
| En finale                 | 9            | 7            | 16    |
| Victoires d'affilée       | 4            | 3            | -     |
| Tie-break remportés       | 9            | 7            | 16    |